# Buckinghamshire (enhetskommun)
Buckinghamshire är en enhetskommun i det ceremoniella grevskapet Buckinghamshire i England,  Storbritannien. Kommunen har 560 409 invånare (2022). Administrativ huvudort är Aylesbury.
Den bildades den 1 april 2020 genom en sammanslagning av distrikten Aylesbury Vale, Chiltern, South Bucks och Wycombe.
Kommunen omfattar den del av det ceremoniella grevskapet Buckinghamshire som inte tillhör enhetskommunen Milton Keynes. Större orter är Amersham, Aylesbury, Beaconsfield, Bletchley, Buckingham, Chalfont St Peter, Chesham, High Wycombe och Marlow.
Den är indelad i cirka 171 civil parishes för visst lokalt självstyre. Orten High Wycombe tillhör inte någon civil parish.